# Guillermo Valentiner
Guillermo Valentiner (Caracas, 23 de enero de 1932-ibídem, 25 de febrero de 2010) fue un empresario farmacéutico, fundador de Laboratorios Vargas y dirigente deportivo, presidente de la Organización Deportiva Cocodrilos.

## Laboratorios Vargas
Fundó en 1955 junto a su padre de Laboratorios Vargas, uno de los grupos farmacéuticos más grandes de Venezuela

## Caracas FC
El 4 de octubre de 1989, y tras problemas económicos, iniciaba la “Era Valentiner”, cuando la directiva del Caracas FC por problemas financieros, El precio de la cesión fue de Bs. 5.000, y se solicitó que el nombre del equipo pudiera ser utilizado por los fundadores del club para la Liga de Veteranos. En el acuerdo se presentan José León Beracasa como Presidente de la Sociedad Civil del Caracas FC, y el Dr. Guillermo Valentiner como Presidente de la Organización Deportiva Cocodrilos C. A. El 25 de abril de 1990 se finiquitó el traspaso de todos los derechos.